# Flaga Senegalu
Kolory flagi Senegalu zostały wybrane w 1960. Ułożone są w formie trzech pionowych pasów. Zielony, żółty (złoty) i czerwony są kolorami panafrykańskimi używanymi również m.in. we flagach Etiopii, Mali i Ghany. Pięcioramienna gwiazda umieszczona w centralnej części flagi symbolizuje wolność i rozwój.
W związku z faktem, że nie ma prawnej, oficjalnej wykładni symboliki flagi, można również spotkać inne interpretacje symboli. Według jednej z interpretacji kolor zielony symbolizuje las, kolor żółty to kolor Sahelu, a kolor czerwony to kolor ognia.

## Historia
4 kwietnia 1959 powstała Federacja Mali, w skład której wszedł Senegal. Federacja uzyskała niepodległość 20 czerwca 1960, a następnie 20 sierpnia rozpadła się na dwa kraje: Senegal i Mali. Flaga federacji została wykorzystana przy tworzeniu flagi Senegalu. Symbol kanagi (talizman afrykański) zastąpiono zieloną gwiazdą.

## Historyczne warianty flagi

Flaga Senegalu Francuskiego z lat 1958–1959
Flaga Federacji Mali używana w Senegalu w latach 1959–1960